# Diacantharius erythropygus
Diacantharius erythropygus är en stekelart som först beskrevs av Morley 1915.  Diacantharius erythropygus ingår i släktet Diacantharius och familjen brokparasitsteklar. Inga underarter finns listade i Catalogue of Life.